# Emergente Ordnung
Dieser Artikel wurde auf der Qualitätssicherungsseite des Portals Soziologie eingetragen. Dies geschieht, um die Qualität der Artikel aus dem Themengebiet Soziologie auf ein akzeptables Niveau zu bringen. Hilf mit, die inhaltlichen Mängel dieses Artikels zu beseitigen, und beteilige dich an der Diskussion. (Artikel eintragen)
Emergente Ordnung (engl. emerging order, auch emergent order) ist ein soziologischer Fachbegriff. Mit ihm wird ganzheitlich die Gesamtheit von Ordnung in sozialen Systemen (von Zweierbeziehungen bis hin zu gesamtstaatlichen Ordnungssystemen) bezeichnet, die sich von Traditionen, Kulturen, antiquierten moralischen Werten usw. löst und von den Beteiligten ständig verändert wird. Als emergent ist sie zu bezeichnen, da die Veränderungen auf menschlichem Mitwirken basieren und diese deshalb weder vorhersehbar noch rückwirkend analysierbar sind. Veränderungen auf der Basis von Emergenter Ordnung finden sich hauptsächlich in Gesellschaften, die auf Individualität aufbauen, also zum Beispiel in marktwirtschaftlich organisierten Industriestaaten.
Da der Begriff „Ordnung“ oft negativ besetzt ist oder auch ausschließend verwendet wird, kann auch der Begriff Emergente Struktur synonym verwendet werden. Gemäß Luhmann kann für soziale Systeme auch nur das Wissen um ordnende Strukturen existieren.

## Genesis des Begriffs und der unterschiedlichen Basisannahmen
Niklas Luhmann hat diesen Begriff 1984 in seinem Hauptwerk Soziale Systeme geprägt und die Entstehung einer Emergenten Ordnung im Rahmen der Systemtheorie definiert. Seitdem wird der Begriff Emergente Ordnung unterschiedlich interpretiert.
Gemäß der Systemtheorie entsteht diese Ordnung in sozialen Systemen selbstreferentiell („aus sich selbst heraus“). Aus konstruktivistischer Sicht ist jede Gesellschaftsform konstruiert, auch Individualität ist hier ein konstruiertes Soziales System. Alle Teilnehmer sind ausschließlich reaktiv in dyadische Interaktionen eingebunden (Doppelte Kontingenz mit Ego und Alter). Allerdings äußerte Luhmann selbst „Unzufriedenheit“  mit mancher Erklärung.
Seit 2009 wird jedoch auch in der Handlungstheorie von Gesa Lindemann die Konzeptkonstellation für die Entstehung einer Emergenten Ordnung entwickelt, die auf aktiven Interaktionen zwischen Individuen basiert (Soziales Handeln), hier jedoch in triadischen Konstellationen mit Ego/Alter und (zusätzlich) Tertius.
Weitere neuere Erkenntnisse stellen die Existenz (und auch den emergenten Charakter) dieser Emergenten Ordnung keineswegs in Frage, verweisen jedoch auf andere möglicherweise mittragende Phänomene, die Luhmann ausdrücklich ausschließt. Hierzu gehören vor allem Narrative Empathie und Individualität. Aber auch Gefühlsansteckung (soziologisch) als Ursache gesellschaftlicher Veränderungen (gesellschaftlichen Wissens) ist ebenso möglicherweise in die Genesis einer Emergenten Ordnung einzubeziehen, wie die Überschneidung mit anderen Modellen, z. B. Schwarmintelligenz oder dem Rhizommodell.
Der Begriff Emergente Ordnung soll die Entstehung Sozialer Systeme modellieren, wird jedoch in der Soziologie bislang nur rein theoretisch analysiert, nicht jedoch als in der Realität existierendes Phänomen mit konkreten Folgen genannt. Einige Ansätze (Dissertationen in der Kommunikationswissenschaft) verwenden diesen Begriff teilweise für innerbetriebliche Kommunikationsabläufe in Industriebetrieben. Nur für die Kommunikation in zwischenmenschlichen (Zweier-)Beziehungen gibt es bereits eine Quelle, die Emergente Ordnung als real vorkommendes Phänomen beschreibt (siehe unten).

## Emergente Ordnung in der Systemtheorie
Als Emergente Ordnung wird ein Soziales System bezeichnet, dessen Eigendynamik auf emergent (im Sinne von unvorhersehbar, aber auch nicht reduzibel) entstandenen Veränderungen basiert. Als stark emergent im Sinne von „unvorhersehbar“ ist jeder Bewusstseinserweiterungsprozess zu bezeichnen, an dem Menschen mit Individualität beteiligt sind. Aber besonders im Sinne von "nicht reduzibel" ist dieses immer ein stark emergenter Vorgang, denn es ist völlig unmöglich, nachträglich die einzelnen Bewusstseinschritte von Menschen mit Individualität nachzuvollziehen.
Eine Emergente Ordnung ist also die evolutionäre Erweiterung einer Grundordnung – in der heutigen Realität die Verfassung eines Staates. Die Erweiterung besteht darin, entstandene neue Werte und andere Veränderungen systemimmanent zu akzeptieren, jedoch nicht durch z. B. demokratische Regeln, sondern durch Akzeptanz spontaner Einzelentscheidungen, wenn diese Werte auf Kommunikationsfähigkeit basieren und dadurch eine größere gesellschaftliche Breitenwirkung bekommen. Erst wenn diese spontanen Entscheidungen allgemein akzeptiert sind, werden sie z. B. demokratisch als „neue Grundordnung“ festgelegt. Niklas Luhmann unterscheidet Systeme (Grundordnung) und Subsysteme. Letztere entstehen zwar emergent, sind jedoch immer auch gesellschaftlich determiniert.
Voraussetzung für eine Emergente Ordnung ist die Doppelte Kontingenz. Sie beschreibt die Kommunikation, wenn zwei Individuen ihre Handlungen jeweils von den Handlungen des Gegenübers abhängig machen. Die Grundlage jedes sozialen Systems ist also immer zunächst die Unberechenbarkeit (Kontingenz), die zwischen jeweils zwei Menschen auftritt. Dies vervielfacht sich dann in jedem sozialen System. Wenn dann Individualität nicht gefördert wird, entstehen Gruppen mit Gruppenidentitäten, denen die einzelnen Mitglieder untergeordnet sind. Da dadurch gleichzeitig Kommunikation eher verhindert und durch das Vorhandensein kulturell determinierter Identitäten überflüssig wird, treten unlösbare Aggressionspotentiale auf.
Der traditionelle Weg, ein Regulativ für diese entstehenden Aggressionen zwischen Gruppen (z. B. Clans, Stämme) zu schaffen, ist der Aufbau von "Kulturen" mit möglichst "auf ewig" festgelegten Normen und Werten – oft in Gestalt einer Religion. Talcott Parsons, der das Problem "Doppelte Kontingenz" formulierte, sieht hierin und folgend dann im Verfall von Kulturen in Industriegesellschaften die Notwendigkeit für rein demokratische (vorhersehbare) Veränderungen.
Im Gegensatz hierzu erkennt Luhmann, dass diese Doppelte Kontingenz in der demokratischen Realität durch entstehende Individualität und Kommunikationsfähigkeit (siehe Systemtheorie) überwunden wird. Durch Beobachtung des Anderen sowie durch Versuch und Irrtum entsteht im Lauf der Zeit dann eine Emergente Ordnung, die Luhmann "soziales System" nennt:
„Soziale Systeme entstehen jedoch dadurch (und nur dadurch), daß beide Partner doppelte Kontingenz erfahren und daß die Unbestimmtheit einer solchen Situation für beide Partner jeder Aktivität, die dann stattfindet, strukturbildende Bedeutung gibt.“ „Wir nennen diese emergente Ordnung soziales System.“
Luhmann sieht gerade in der Unerklärbarkeit der Auflösung des Problems „Doppelte Kontingenz“ die Erklärung für das Entstehen einer Emergenten Ordnung:
„Ein soziales System baut nicht darauf auf und ist auch nicht darauf angewiesen, dass diejenigen Systeme, die in doppelter Kontingenz stehen, sich wechselseitig durchschauen und prognostizieren können. Das soziale System ist gerade deshalb System, weil es keine basale Zustandsgewissheit und keine darauf aufbauende Verhaltensvorhersagen gibt.“
Eine Emergente Ordnung ist also gemäß Luhmann gleichzeitig Ziel und Voraussetzung für ein soziales System, das sich zunehmend entgrenzt und individualisiert und dann aus sich selbst heraus (emergent) mittels entstehender Kommunikationsbereitschaft stabilisiert.
Ein weiteres wichtiges Element einer Emergenten Ordnung ist demzufolge die Selbstreferenz sozialer Systeme, also die Entstehung neuer Ordnung aus dem System selbst heraus, oder einfacher formuliert: „Recht ist, was das Recht als Recht bestimmt.“
Luhmann unterscheidet analog zu der Evolution auch im Rechtssystem folgende Schritte einer Emergenten Ordnung:
a. Variation: Hier entsteht eine unerwartete, überraschende Kommunikation zwischen verschiedenen sozialen Systemen.
Dabei spielt die Emergenz eine große Rolle, die neue Probleme, neuartige Rechtskonflikte entstehen lassen, welche an die Richter herangetragen werden.
b. Selektion: Die Selektion ist eine Reaktion auf die Variation. Dabei entscheidet das Rechtssystem, ob es die neue Kommunikation (die neue Problemstellung) in das Rechtssystem einarbeitet oder nicht. Und wenn sie aufgenommen wird, mit welchem Code sie belegt werden soll (z. B. Internetgesetzgebung, Lückenfüllung durch richterliche Rechtsfortbildung).
c. Retention/Stabilisierung: Diese durch die Selektion getroffene Entscheidung muss danach in das System eingebaut und somit darin stabilisiert werden. Dabei ist wichtig, dass die Einheit des Systems erhalten bleibt.

## Emergente Ordnung in der Handlungstheorie
Ein vollkommen neues soziologisches Konzept für die Entstehung einer emergenten Ordnung entwickelte Gesa Lindemann 2009 in ihrem Werk Das Soziale von seinen Grenzen her denken.
Im Gegensatz zur Systemtheorie, deren Konzept ausschließlich auf reaktiven Interaktionen basiert (Konstruktivismus), entsteht gemäß Gesa Lindemann eine Emergente Ordnung durch aktives Soziales Handeln der Beteiligten. Wie auch Luhmann betrachtet sie Interaktionen grundsätzlich mikrosoziologisch, jedoch nicht wie Luhmann als reaktiv zwischen Ego und Alter (-Ego), sondern aktiv auf der Basis einer Dreierszenen-Interaktion zwischen Ego, Alter (-Ego) und Tertius. Durch diese Erweiterung des Kreises der Beteiligten entschlüsselt sie Unerklärtes in der Entstehung der bereits nachweisbaren rudimentären Emergenten Ordnungen in existierenden Industriegesellschaften.
Ebenfalls abweichend von Luhmanns Systemtheorie ist ihre Beweisführung. Gesa Lindemann geht davon aus, dass bewusste (aktive) Irritation der Beteiligten einer Dreier-Interaktion Veränderungen provoziert. Zwar sieht auch Luhmann Irritation als Auslöser für Kommunikation an, diese sei jedoch nicht als selbsttätig (aktiv) zu verstehen, sondern als Reaktion auf vorhandene gesellschaftliche Konstruktionen. Während Luhmann in seiner Systemtheorie grundsätzlich Erkenntnisse verifiziert (und damit Automatismen voraussetzen und freien Willen ablehnen muss), ist Gesa Lindemann im Bereich der Handlungstheorie daran nicht gebunden. Sie setzt jetzigen und zukünftigen und damit nicht nachträglich verifizierbaren freien Willen und damit aktive Irritation voraus und entwickelt daraus ihre Theorie zur Entstehung einer Emergenten Ordnung. Diese Theorie kann (und darf) dann gemäß dem Falsifikationismusmodell von Karl Popper falsifiziert werden, um sie zu widerlegen.
In der Hinzufügung des Tertius zur dyadischen Ego/Alter-Konstellation korrespondiert Gesa Lindemann mit neueren Erkenntnissen aus der Psychologie, z. B. denen von Fritz Breithaupt, der ebenfalls 2009 die Entstehung von gesellschaftlicher Empathie als „Dreierszenenempathie“ definierte (im Gegensatz zu der auch bei nichthumanen Lebewesen existierenden „Zweierszenenempathie“). Ein Zusammenhang zwischen Empathie und Emergenter Ordnung wird von verschiedenen Seiten aus bereits vermutet, bislang jedoch nur in Form der „Zweierszenenempathie“.

## Emergenz und Ordnung versus Emergente Ordnung
Variation und Ordnung stehen zunächst im Widerspruch, jede Veränderung destabilisiert eine bestehende Ordnung. Andererseits können auch emergent entstandene Variationen ebenso eine bestehende Ordnung stabilisieren.
Das Besondere einer Emergenten Ordnung ist, dass diese Ordnung sich selbst ständig verändert. Darüber hinaus kommuniziert die Emergente Ordnung mit Variablen und provoziert und produziert sie (selbstreferentiell).
Ein alltägliches Beispiel: Die Kritik eines Schülers (=Variation) an einem Lehrer (=Ordnung) kann dessen Autorität selbst dann bestätigen und stabilisieren, wenn sie gravierend und wohlfundiert ist. Voraussetzung ist ebenso die Stärke der Autorität (Lehrer), wie die Bereitschaft der anderen Teilnehmer (Mitschüler), diese Autorität weiterhin anzuerkennen.
Erst dann, wenn die Kritik des Einzelnen an dieser Autorität Unterstützung findet (hier durch Mitschüler) und die Autorität (Lehrer) auch selbst Änderungsbereitschaft zeigt, kann sich die Ordnung ändern. Im Idealfall entsteht (friedlich) eine Emergente Ordnung, in der alle Beteiligten fallweise Autorität je nach Wissen und Fähigkeit, nicht aber kraft einer Grundordnung bekommen.
Beispiel Evolutionstheorie: Das Wort „Emergenz“ ist neueren Ursprungs, aber grundsätzlich bestätigen auch Neodarwinisten, dass in der Natur alle Variationen als emergent zu bezeichnen sind, diese Emergenz ist sogar wichtigste Voraussetzung für die Evolution.
Ein Prinzip in Darwins Evolutionstheorie ist „surviving of the fittest“ und beinhaltet egoistisches Streben. Von anderer Seite wird argumentiert, dass ebenso eine Evolutionstheorie aufgestellt werden könnte, die nicht egoistische, sondern eher altruistisch zielgerichtete Variationen enthält und auf Kooperation baut.
In humanen Gesellschaften (wie das obige Beispiel Schule) sind es individuell vorgetragene Variationen, die eine Ordnung verändern können, gleich, ob aus freiem Willen (Handlungstheorie) oder nur aus konstruiertem gesellschaftlichen Kontext (Systemtheorie) heraus gehandelt wird.
Aber auch in anderen lebenden komplexen Systemen könnte die Annahme einer Emergenten Ordnung ein besseres Erklärungsmodell sein. Zur Entstehung von Gehirnstrukturen schreibt der Biologe Stuart Kauffman: „Die Ordnung, die in riesigen Netzwerken aus stochastisch verknüpften binären Variablen entsteht, ist mit an Sicherheit grenzender Wahrscheinlichkeit lediglich eine Vorform der gleichartigen emergenten Ordnung in den vielfältigsten komplexen Systemen“.
Die Prozesse der emergenten Selbstorganisation beschreiben die Entwicklung der realen Welt im Sinne des ontologischen Naturalismus. Einzelteile verbinden sich dabei von selbst aufgrund der Kräfte oder Wechselwirkungen zwischen ihnen zu Systemen. Diese können, im Vergleich zu den Einzelteilen, gänzlich neue, komplexere Strukturen, Eigenschaften und Fähigkeiten aufweisen. Die emergente Ordnung entspricht im Modell der emergenten Prozesse dem Teilaspekt der emergenten Strukturen.

## Empathie und Emergente Ordnung
In entgrenzten Gesellschaften (speziell: Industriegesellschaften seit ungefähr 1970, in denen Individualität gefördert und gefordert wird) sind seit einigen Jahrzehnten Ansätze zu Emergenter Ordnung nachweisbar, die zwar nicht vollkommen die Komplexität der Systemtheorie Luhmanns erklären, trotzdem sind sie für ein rudimentäres Verständnis, wie eine Emergente Ordnung entstehen kann, hilfreich.
Rudimentär müssen diese Ansätze zu Emergenter Ordnung vor allem dann genannt werden, wenn sie auf Empathie bzw. Empathiefähigkeit basieren. Empathie ist jedoch in der Systemtheorie ausdrücklich ausgeschlossen.
Andererseits geht Arno Gruen in An Unrecognized Pathology: The Mask of Humaneness, ohne die Systemtheorie Luhmanns damit grundsätzlich in Frage zu stellen, davon aus, dass Empathie immer die Voraussetzung für eine Emergente Ordnung sein wird. Allerdings ist zu beachten, dass Arno Gruen von einer „natürlichen“ oder „angeborenen“ Empathie ausgeht, die in der heutigen „Realität“ von der „kognitiven“ bzw. zwangsläufig „systemdeterminierten“ Empathie unterschieden werden muss, von der Luhmann prinzipiell ausgeht.
Auch Wolfgang Schluchter sieht von anderer Seite mit Bezug auf Max Weber eine Entwicklung von Emergenter Ordnung, die auf Empathie bzw. Perspektivwechsel bzw. Perspektivenübernahme basiert.
Max Weber spricht von „Einverständnishandlung“; Ego und Alter (siehe Doppelte Kontingenz) lernen aus der eigenen Perspektive, aber auch durch den Perspektivwechsel, also dadurch, dass sie sich auf den Anderen einstellen.
Ego und Alter ermöglichen eine Emergente Ordnung, die, als unbeabsichtigte Folge absichtsvollen Handelns, von ihnen weder berechnet noch kontrolliert werden kann.
Schluchter betont allerdings, dass Max Weber Ego und Alter als motivierte Akteure, als sprach- und handlungsfähige Subjekte ansieht. Im Gegensatz dazu würden (gemäß Schluchter) in der Systemtheorie diese Fähigkeiten nicht berücksichtigt.
Max Scheler (1874–1928) sieht die Ursache für Verständigung in dem Phänomen „Einfühlungsvermögen“, das allerdings in Schelers Sinnverwendung seit 1994 als „Gefühlsansteckung“ bezeichnet werden muss, um die Doppeldeutigkeit dieser Bezeichnung zu klären (Theodor Lipps verwendete 1906 das Wort „Einfühlungsvermögen“ synonym zum heutigen Wort Empathie, während Scheler zur gleichen Zeit das gleiche Wort synonym zum heutigen Begriff Gefühlsansteckung gebrauchte).

## Beispiele für Emergente Ordnung und deren Entstehung
Historisch betrachtet setzte das Modell der Emergenten Ordnung bisher grundsätzlich das Bestehen von Demokratie voraus. Allerdings ist ebenso das Entstehen von Emergenter Ordnung ohne Demokratie denkbar.
Eine Emergente Ordnung basiert auf der individuellen und selbstverantwortlichen Entscheidung, bestehende Gesetze, Traditionen, Normen, Regeln u. Ä. (die vorherige Ordnung) in Frage zu stellen, in der Regel durch Nichtbeachten und anderes Handeln.
Diese Nichtbeachtung kann gemäß der bestehenden Ordnung abgelehnt oder bestraft, aber auch toleriert werden, das Risiko trägt das Individuum zunächst selbstverantwortlich.
Allerdings kann einerseits das Beispiel dieses Individuums von anderen Individuen nachgeahmt werden, andererseits kann das Verhalten immer öfter toleriert und – wenn es von Seiten der Justiz aus relevant ist – auch von Richtern beurteilt werden. Hilfreich ist hierbei die völlige Entscheidungsfreiheit der Richter. In höheren Ebenen können Entscheidungen der Richter dann zu einer Änderung der Interpretation von Gesetzen führen und sind dann die neue gesetzlich festgelegte Ordnung bzw. ebensolches Recht.
Der erste Schritt (Variation, s. o.) entsteht also emergent, der vorläufig letzte Vollzug (Retention/Stabilisierung, s. o.) jedoch auf der Basis der (demokratisch) erstellten Grundordnung. Diese Veränderung ist nicht emergent, sondern vorhersehbar.
Beispiele für Gesetzes- und andere Veränderungen auf emergenter Basis aus der Zeit nach ca. 1970 in der westlichen Welt sind vor allem moralisch geprägte frühere Gesetze (bzgl. Homosexualität, Abtreibung, Eherecht, Unehelichkeit u. Ä.) und auch zivilrechtliche Änderungen (bzgl. Wohngemeinschaften, Straßenverkehr, Internetrecht usw.).
Viele gesellschaftliche Veränderungen entstehen (ohne Inanspruchnahme des Rechtssystems) oft durch bloße Akzeptanz des Verhaltens von Individuen, die sich nur „anders“ verhalten (z. B. WGs, Punks). Hierfür ist bislang überwiegend die Fähigkeit zu einer gesellschaftlich wirkenden Empathie ausschlaggebend.
Jede gesprochene (lebendige) Sprache ist nicht nur eine notwendige Voraussetzung für Emergente Ordnung, sondern ist selbst ein klassisches Beispiel für Emergente Ordnung. Wortneuschöpfungen (Neologismus) entstehen zunächst individuell und ebenso emergent, wie auch Grammatik oder Rechtschreibung sich emergent verändern (= Variation) und zunächst in kleineren Gruppen ausschließlich verwendet werden (= Selektion). Traditionalisten sanktionieren solche Veränderungen (z. B. Schule, Beruf), aber trotzdem setzen sich einige durch und werden dann als neue Wörter oder neue Regel anerkannt oder gar vorgeschrieben (= Stabilisierung) (z. B. per Rechtschreibreform). Dieses neue Verständnis für die Entstehung, Analyse und Weiterentwicklung von Sprachen wird unter diesem Aspekt signifikant andere Sichtweisen erlangen.

## Emergente Ordnung in Zweierbeziehungen
Von verschiedener Seite (u. a. Karl Lenz) werden Zweierbeziehungen als kleinste soziale Systeme mit Emergenter Ordnung genannt, zumal hier die Doppelte Kontingenz wirklich erlebt werden kann.
Hier ist besonders deutlich – weil für Viele direkt erlebt und nachvollziehbar –, wie eigenständige Entscheidungen eines Partners vom anderen Partner akzeptiert werden und in der folgenden Zeit dann neue Vereinbarung werden können, die die bestehende Grundordnung der Beziehung erweitert.
Allerdings ist besonders hier zu beachten, dass Zweierbeziehungen nur sehr rudimentäre soziale Systeme sind und hier die gesamte Komplexität „soziales System“, die Luhmann beschreibt, nicht erklärt wird. Wie oben erwähnt, geht Luhmanns Systemtheorie davon aus, dass auch Individualität ausschließlich systemdeterminiert ist, es also „freie Individualität“ nicht gibt. Diese Betrachtungsweise betrifft auch Zweierbeziehungen.
Auch ist besonders hier zu beachten, dass in Zweierbeziehungen eine emergente Veränderung in der Regel auf beiderseitiger Empathie aufbaut und Kommunikation bzw. beiderseitige Information überwiegend als Ich-Botschaft verstanden wird. Beides stellt in der Systemtheorie keine Voraussetzung dar. Auch dem widerspricht Arno Gruen, der aus psychologischer Sicht Empathie als Grundvoraussetzung für alle sozialen Systeme – nicht nur in Zweierbeziehungen – nachweist und umgekehrt Probleme aller sozialen Systeme in fehlender natürlicher Empathie begründet sieht.
Unter Beachtung dieser Voraussetzungen können Zweierbeziehungen aber tatsächlich als – wenn auch zwangsläufig nur rudimentäre – kleinste Emergente Ordnungen in übergeordneten sozialen Systemen betrachtet werden. Sie sind dann kleinste „Subsysteme“ (gem. Luhmann, s. o.).

## Emergente Ordnung in der industriellen Produktion
Nach dem Handwerk mit klassischen Strukturen auf der Basis von Gruppenidentitäten (Zünfte) führte die Industrialisierung vom Ende des 17. Jahrhunderts an zu neuartigen Strukturen. Die beteiligten Menschen, die vorher stärker in Gruppen wie Familien und Handwerkszünften organisiert bzw. eingebunden waren, kamen in (bislang nicht notwendige) Kommunikation zu Mitgliedern anderer Gruppen – zunächst während der Arbeit bzw. innerhalb der Produktion, dann auch in äußeren Bedingungen, z. B. in Wohnsiedlungen statt dörflicher Gemeinschaft.
Nach Ansicht von Uwe Schimank und Will Martens gab es bis 2003 nur wenige Untersuchungen zur Kommunikation in betriebsinternen Strukturen. Gleichwohl ist soziale Interaktion ein traditionelles Thema der Betriebssoziologie. Das Thema wird inzwischen vor allem in der Arbeits- und Organisationspsychologie behandelt. Luhmann selbst berührt diesen Punkt nur unter dem Aspekt der Umweltverträglichkeit von Industrieproduktion.
Weithin unerforscht ist, ob Emergente Ordnung nicht ganz grundsätzlich in jedem Industrieunternehmen längst Realität ist oder sogar schon immer war und schon immer über Erfolg oder Misserfolg der Produktion entschied. Auch und gerade in diesen Subsystemen herrscht eine Grundordnung, die sich dynamisch verändern lässt und auch verändert – besonders in kleineren Betrieben ist hier oft Empathie und Individualität (und daraus entstehend Kreativität und Innovationsfähigkeit) die Ursache für neue Kommunikationsstrukturen, neue Fertigungsweisen und neue Produkte.
Emergente Ordnung erfordert grundsätzlich freie oder (gemäß Luhmann) konstruierte Individualität. Auf der Basis von existierender an Kleingruppen gebundener Identität (klassische Gruppen wie z. B. Bauernstände, Handwerkszünfte, traditionelle Familienstrukturen) entsteht sie nicht.
Während frühe Ökonomen wie Adam Smith die damals neuartige Produktionsform bereits erkannten, jedoch eher Individualismus (im Sinne von Egoismus) als Triebfeder sahen, ist in den frühen Schriften von Karl Marx, die eher von Hegel beeinflusst sind, deutlich zu erkennen, dass er im „Kapitalismus“ neuartige Strukturen entstehen sieht – Strukturen, die sehr ähnlich dem sind, was Luhmann dann viel später als Emergente Ordnung benannte. Gemäß Uwe Schimank sieht Marx besonders in betriebsinternen Abläufen „unintendiertes Handeln“ auf Basis von Kommunikation, das erst danach in „gewolltes (intendiertes) Handeln“ übergeht.
Schluchter schreibt gleiches Max Weber zu: „Ego und Alter ermöglichen eine emergente Ordnung, die, als unbeabsichtigte Folge absichtlichen Handelns von ihnen weder berechnet noch kontrolliert werden kann“, wobei zu beachten ist, dass Weber den Begriff "Emergente Ordnung" natürlich noch nicht kannte.
Erst in späteren Schriften bauten Marx (und Friedrich Engels) die klassisch gewordene Trennung in soziale Klassen („Lohnarbeit und Kapital“) auf, also eher wieder klassische Gruppenidentitäten, die strikten Ausschluss von (freier) Individualität voraussetzt und sie als „bourgoise“ (im Sinne von klassenfeindliche) Eigenschaft definiert. Diese (Gruppenidentität anstrebende) „Klassen“-Sichtweise hat dann bis heute das Denken eines großen Teils der („kritischen“) Ökonomen bestimmt, auch wenn sie – so überspitzt formuliert – natürlich nicht in den jeweiligen Theorien ausgesprochen wird, sondern eher in der praktischen Anwendung zutage tritt (z. B. in der ehemaligen DDR).
Die „nichtkritischen“ Ökonomen entwickelten im Laufe des 20. Jh. – neben eher kurzfristig pragmatischen Ansätzen – viele Theorien und Theoreme, die „das Unerklärliche“ (Zitat Luhmann) der internen Ordnung einer Industrieproduktion zu erklären versuchten. Außer z. B. Kenneth Arrow mit seinem „Arrow-Theorem“ (bzw. Paradoxon), in dem er nachweist, dass es unmöglich ist, aus den Präferenzen der Individuen einer Gruppe immer eine eindeutige Präferenz der Gruppe abzuleiten, wenn diese Ableitung gleichzeitig noch einige anscheinend naheliegende ethische und methodische Bedingungen erfüllen soll – Phänomene also, die durchaus den Begriff der Emergenten Ordnung zur Erklärung zulassen.
Grundsätzlich ist festzustellen, dass die Existenz einer Emergenten Ordnung schon sehr früh (u. a. Karl Marx) vermutet wurde und heute allgemein gesellschaftlich von vielen Soziologen, die auf Luhmanns Systemtheorie aufbauen, beschrieben wird, und dass diese dann prinzipiell (als nebensächliche Folgeerscheinung) natürlich auch die Industrieproduktion mitsamt deren internen Abläufen darin einbeziehen.
Das Besondere einer Emergenten Ordnung speziell in betriebsinternen Kommunikationsabläufen (mitsamt der entstehenden Kreativität, Selbstverantwortlichkeit, Empathie usw., aber auch negativen Folgen wie „mobbing“) wird unter dem Aspekt „Emergente Ordnung“ bislang wenig thematisiert. Dabei hat gerade diese mikrogesellschaftliche (betriebsinterne) Emergente Ordnung in einer Industrieproduktion (im Gegensatz zur eher trägen Auswirkung makrogesellschaftlicher Ordnung, die Soziologen bislang überwiegend beschreiben) ganz direkte und sehr kurzfristige Folgen für alle Beteiligten (Absatz oder kein Absatz, Gewinn oder Verlust für bzw. Lohnzuwachs oder Entlassung innerhalb dieser Gruppe bzw. dieser Industrie).
Umgekehrt könnte die Analyse der Entstehung von Emergenten Ordnungen innerhalb von bestehenden Industrien (und deren Auswirkungen aller Art, nicht nur finanziell, sondern auch allgemein soziologisch) auch daraus folgend den gesamtgesellschaftlichen Erfolg oder Misserfolg der sie umgebenden Gesellschaften erklären.